# Alcanadre (La Rioja)
Pour les articles homonymes, voir Alcanadre.
Alcanadre est une ville de la communauté autonome de La Rioja dans le nord de l'Espagne et une ancienne commanderie de l'ordre du Temple.

## Démographie
| 1900  | 1910  | 1920  | 1930  | 1940  | 1950  | 1960  | 1970  | 1981  |
| ----- | ----- | ----- | ----- | ----- | ----- | ----- | ----- | ----- |
| 1 580 | 1 671 | 1 708 | 1 755 | 1 869 | 1 761 | 1 430 | 1 121 | 1 011 |

| 1991 | 2001 | 2011 | - | - | - | - | - | - |
| ---- | ---- | ---- | - | - | - | - | - | - |
| 909  | 795  | 741  | - | - | - | - | - | - |

## Administration

### Conseil municipal
La ville de Alcanadre comptait 643 habitants aux élections municipales du 26 mai 2019. Son conseil municipal (en espagnol : Pleno del Ayuntamiento) se compose donc de 7 élus.
| Parti | Parti                | Voix | %     | Élus |
| ----- | -------------------- | ---- | ----- | ---- |
|       | Democracia Municipal | 305  | 100 % | 7/7  |

### Liste des maires
| Mandat    | Maire | Maire                     | Parti                |
| --------- | ----- | ------------------------- | -------------------- |
| 1979-1983 |       | Félix Rodríguez Muro      | UCD                  |
| 1979-1983 |       | Juan José Gil Díez        | UCD                  |
| 1979-1983 |       | Enrique Martínez Royo     | UCD                  |
| 1983-1987 |       | ?                         | Indépendant          |
| 1987-1991 |       | ?                         | PSOE                 |
| 1991-1995 |       | Pedro Juan Encina Suescun | Democracia Municipal |
| 1995-1999 |       | Pedro Juan Encina Suescun | Democracia Municipal |
| 1999-2003 |       | José Luis Royo Martínez   | PP                   |
| 2003-2007 |       | José Luis Royo Martínez   | PP                   |
| 2007-2011 |       | Javier Barco              | PP                   |
| 2011-2015 |       | María Adelfa Gómez Gil    | PP                   |
| 2015-2019 |       | Pablo Aranda Ruiz         | Democracia Municipal |
| 2019-2023 |       | Pablo Aranda Ruiz         | Democracia Municipal |